# Marina Elali
Marina Elali, all'anagrafe Marina de Souza Dantas Elali (Natal, 6 aprile 1982), è una cantante, personaggio televisivo e compositrice brasiliana.

## Biografia
Ha iniziato a studiare danza classica a tre anni, per poi passare al pianoforte e al canto. All'età di quattordici ha deciso di diventare un'artista musicale dopo aver visto un concerto di Madonna in TV.
Alla festa del suo quindicesimo compleanno ha cantato impressionando uno degli ospiti: un manager musicale, grazie al quale lei ha potuto aprire un concerto di Raimundo Fagner.  Si è esibita quindi in diverse città brasiliane del Nordeste. Dopodiché ha seguito corsi di armonia, tecnica vocale, arrangiamento, composizione, performance sul palco, pianoforte, percussioni, ricerca di stili musicali e tecnica di registrazione in studio, presso il Berklee College of Music, a Boston.
Ritornata in Brasile ha preso parte a un talent show, dove per la prima volta si è fatta conoscere da un vasto pubblico.
Ha pubblicato il suo primo cd nel 2004, l'eponimo Marina Elali, prodotto da Guto Graça Mello, Júnior Mendes e lei stessa; per la sua realizzazione si è anche avvalsa dell'arrangiatore statunitense Dana Jon Chappelle, già noto per lavorato con celebrità straniere come Céline Dion e Whitney Houston. Il CD è stato masterizzato da Adam Ayam, presso lo studio Gateway Mastering, a Portland.
Nel 2006 la sua canzone One Last Cry, cover di una hit di Brian McKnight, ha conquistato la prima posizione nella classifica brasiliana dei singoli dopo aver fatto parte della colonna sonora di una telenovela di grande successo, Pagine di vita. Il pezzo è stato inserito nel secondo album della cantante, uscito l'anno dopo. Per l'intero biennio 2006-07, One Last Cry è stato il brano più trasmesso in assoluto dalle radio brasiliane.

## Vita privata
Marina Elali ha sposato nel 2015 il produttore discografico Juan Carlos Salvatierra e da allora vive con lui a Miami. Nel 2019 è nata la loro figlia Luna.

## Discografia
- Marina Elali (2005)
- De Corpo e Alma Outra Vez (2007)
- Longe ou Perto (2009)
- Duetos (2013)